# Pilea auricularis
Pilea auricularis es una especie de planta del género Pilea, perteneciente a la familia Urticaceae.

## Taxonomía
Pilea auricularis fue descrita por Chia Jui Chen en 1982.

## Distribución
Se encuentra en el territorio centro-sur de China y el Tíbet.